# セサール・レネ・クエンカ
セサール・レネ・クエンカ（César  René Cuenca、1981年1月18日 - ）は、アルゼンチンのプロボクサー。チャコ州トレス・イスレタス出身。元IBF世界スーパーライト級王者。KO率こそ3%と低いが卓越したディフェンスとスピードとボディーワーク、アップテンポのアウトボクシングが持ち味の選手で、51戦目で敗戦するまでは49勝無敗で、並ぶロッキー・マルシアノとフロイド・メイウェザー・ジュニアに次ぐ48勝無敗という長期無敗記録保持者だった。

## 来歴
2002年8月10日、ブエノスアイレスのエスタディオ F.A.B.でデビュー戦を行い、3-0の判定勝ちを収めた。
2003年7月12日、ブエノスアイレスのエスタディオ F.A.B.でダニエル・オズワルド・ビラルバと対戦し、3-0の判定勝ちを収めた。
2003年11月1日、ブエノスアイレスのエスタディオ F.A.B.でダニエル・オズワルド・ビラルバと3試合連続で対戦し、3-0の判定勝ちを収めた。
2005年4月24日、ブエノスアイレス州カセロスでパブロ・ラモン・バルベロとアルゼンチンFABスーパーライト級暫定王座決定戦を行い、3-0の判定勝ちを収め王座獲得に成功した。
2005年6月4日、ブエノスアイレス州カセロスでアンドラス・パブロ・ビジャファネと対戦し、4回2分33秒キャリア初のKO勝ちを収めた。
2005年7月30日、ブエノスアイレス州カセロスで正規王者のカルロス・ウィルフレド・ビルチェスと王座統一戦を行い、10回3-0（99-91、100-91、98-94）の判定勝ちを収め王座統一に成功、クエンカが正規王者となった（記録上は暫定王座の初防衛）。
2005年9月24日、ブエノスアイレス州ルハンのポリデポルティーボ・ムニシパルでイバン・オズワルド・ブストスと対戦し、10回3-0（100-90、2者が100-91）の判定勝ちを収めアルゼンチンFAB王座2度目の防衛に成功した。
2006年5月12日、コルドバ州コルドバのスペル・ドモ・オルフェオでホセ・アルファロとWBAフェデカリブスーパーライト級王座決定戦を行い、10回2-0（97-93、96-94、95-95）の判定勝ちを収め王座獲得に成功した。
2007年9月1日、リオネグロ州サン・カルロス・デ・バリローチェでファン・アルベルト・ゴドイとノ対戦し、10回3-0（2者が100-92、99-93）の判定勝ちを収めた。
2008年3月8日、リオネグロ州サン・カルロス・デ・バリローチェでファン・アルベルト・ゴドイと対戦し、10回3-0（99-97、2者が99-96）の判定勝ちを収め6ヵ月ぶりの再戦を制すると共にアルゼンチンFAB王座の3度目の防衛に成功した。
2008年10月18日、チャコ州ビヤ・アンヘラで アルゼンチンFABスーパーライト級王座の防衛とWBAフェデカリブスーパーライト級王座決定戦で暫定王座を懸けアリエル・フランシスコ・ブルゴスと対戦し、9回失格勝ちを収めアルゼンチンFAB王座4度目防衛、WBAフェデカリブ暫定王座の獲得に成功した。
2008年12月19日、ブエノスアイレス州カセロスでパブロ・アンドラス・ゴドイとWBCラテンアメリカスーパーライト級王座決定戦を行い、10回3-0（2者が99-91、100-91）の判定勝ちを収め王座獲得に成功した。
2009年3月20日、ブエノスアイレス州カセロスでWBOラテンアメリカスーパーライト級王者アレックス・デ・ヘススと対戦し、12回3-0（117-113、116-112、118-115）の判定勝ちを収め王座獲得に成功した。
2009年12月19日、ミシオネス州ポサーダスのアンフィテアトロ・マヌエル・アントニオ・ラミレスでナサレノ・ガストン・ルイスと対戦し、12回3-0（119-112、2者が118-115）の判定勝ちを収めWBOラテンアメリカ王座の初防衛に成功した。
2010年5月22日、サンタフェ州ロサリオでナサレノ・ガストン・ルイスと5ヵ月ぶりに再戦し、初回1分59秒、偶然のバッティングによりプロ2度目の無効試合となった。
2010年8月6日、チャコ州トレス・イスレタスでセサル・レオナルド・テレチェアと対戦し、10回3-0（3者共に100-89）の判定勝ちを収めアルゼンチンFAB王座の5度目の防衛に成功した。
2011年9月2日、ブエノスアイレス州マル・デル・プラタのクルブ・アトレティコ・オンセ・ウニドスでセルヒオ・プリオッティとWBOラテンアメリカスーパーライト級王座決定戦を行い、3-0の判定勝ちを収め王座獲得に成功した。
2012年7月14日、ブエノスアイレス州ヘネラル・ビジェガスでWBOラテンアメリカスーパーライト級暫定王者クラウディオ・アルフレド・オルメドと対戦し、12回3-0（118-111、114-113、114-112）の判定勝ちを収め王座獲得に成功した。
2013年3月9日、ブエノスアイレス州サン・ベルナルドでディエゴ・ヘスス・ポンセと対戦し、プロ2度目のKO勝ちとなる5回2分23秒KO勝ちを収めた。
2013年5月25日、ブエノスアイレスのエスタディオ・ルナ・パルクでグスタボ・デビッド・ベルムデスとWBOラテンアメリカスーパーライト級王座決定戦を行い、3-0の判定勝ちを収め王座返り咲きに成功した。
2014年5月3日、ブエノスアイレス州カセロスでアルバート・メンサーとIBF世界スーパーライト級挑戦者決定戦を行い、3-0の判定勝ちを収めIBF王座への挑戦権獲得に成功した。
2015年7月18日、マカオのザ・ベネチアン・マカオ内にあるコタイ・アリーナで、ラモン・ピーターソンの王座剥奪に伴い空位となったIBF世界スーパーライト級王座決定戦で楊連慧と対戦。2回に左フックで先制のダウンを奪い、ペースをアップテンポで出入りが激しいアウトボクシングで翻弄。しかし5回に右フックを奪われるもロープ際に追い詰められるもスピードと反射神経でピンチを脱出。最終回に相手に投げられて減点で引き離し12回3-0（117-110、115-110、116-109）の判定勝ちを収め王座獲得に成功した。
2015年11月4日、タタールスタン共和国カザンのタトネフト・アリーナでIBF世界スーパーライト級11位でIBO世界スーパーライト級王者エドゥアルド・トロヤノフスキーと対戦するが、さすがのクエンカも相手の強打を攻略できず、51戦目にしてプロ初黒星となる6回2分44秒TKO負け。初防衛に失敗し僅か4ヶ月でIBF王座から陥落、IBO王座の獲得に失敗した。
2016年5月21日、モスクワのクリリヤ・ソヴェトフでIBF・IBO世界スーパーライト級王者エドゥアルド・トロヤノフスキーと6ヵ月ぶりに再戦し、4回に右アッパーから右フックでダウンを奪われ、6回には右アッパーから左フックでダウンを奪われた。7回に打たれまくったところでマウスピースを出しセコンドがストップを要請した。7回2分14秒TKO負けを喫し6ヶ月ぶりのIBF王座への返り咲き、IBO王座の獲得に失敗した。

## 獲得タイトル
- アルゼンチンFABスーパーライト級暫定王座
- アルゼンチンFABスーパーライト級王座
- WBAフェデカリブスーパーライト級王座
- WBAフェデカリブスーパーライト級暫定王座
- WBCラテンアメリカスーパーライト級王座
- WBOラテンアメリカスーパーライト級王座
- WBOラテンアメリカスーパーライト級暫定王座
- IBF世界スーパーライト級王座（防衛0）